# Jaroslava
Jaroslava je ženské křestní jméno. Podle českého kalendáře má svátek 1. července.
Jedná se o ženský protějšek jména Jaroslav. Leckdo se ještě dnes domnívá, že nositelé tohoto jména „slaví jaro“. Toto staroslovanské jméno je však složeno ze slova jaryj, jež znamená jak „prudký, vznětlivý“, tak i „silný, tvrdý a přísný“. Druhá část jména je zřejmá.

## Statistické údaje
Následující tabulka uvádí četnost jména v ČR a pořadí mezi ženskými jmény ve srovnání dvou roků, pro které jsou dostupné údaje MV ČR – lze z ní tedy vysledovat trend v užívání tohoto jména:
| Rok       | Četnost     | Pořadí      |
| 1999      | 103 409     | 20.         |
| 2002      | 101 920     | 20.         |
| Porovnání | o 1489 méně | žádná změna |

Změna procentního zastoupení tohoto jména mezi žijícími ženami v ČR (tj. procentní změna se započítáním celkového úbytku žen v ČR za sledované tři roky) je -0,7%.

## Známé nositelky jména
- Jaroslava Adamová (1925–2012) – česká herečka
- Jaroslava Bajerová (1910–1995) – československá sportovní gymnastka
- Jaroslava Blažková (1933–2017) – slovenská spisovatelka-prozaička
- Jaroslava Brousková (*1950) – česká herečka
- Jaroslava Brychtová (1924–2020) – česká sochařka a především sklářka
- Jaroslava Dubská-Čechová (*1933) – československá basketbalistka
- Jaroslava Durčáková (*1941) – česká ekonomka
- Jaroslava Hanušová (1949–2016) – česká herečka
- Jaroslava Honcová (1930–2015) – česká historička a archivářka
- Jaroslava Hrivnáková (*1930) – česká plastická chiruržka
- Jaroslava Jehličková (*1942) – československá sportovkyně, atletka
- Jaroslava Krafková (1910–?) – česká a československá politička
- Jaroslava Kretschmerová (*1955) – česká herečka
- Jaroslava Kvapilová (*1943) – česká lékařka
- Jaroslava Lukešová (1920–2007) – akademická sochařka
- Jaroslava Maxová (*1957) – česká operní pěvkyně mezzosopranistka
- Jaroslava Míšková (1925–?) – česká a československá politička
- Jaroslava Moserová (1930–2006) – česká lékařka, spisovatelka a politička
- Jaroslava Muchová (1909–1986) – česká malířka
- Jaroslava Obermaierová (*1946) – česká herečka
- Jaroslava Panýrková (*1939) – česká herečka
- Slávka Peroutková (1922–2017) – česká novinářka
- Jaroslava Pešicová (1935–2015) – česká malířka, grafička a ilustrátorka
- Jaroslava Pokorná (*1946) – česká herečka
- Jaroslava Pokorná Jermanová (*1970) – česká politička, od roku 2016 hejtmanka Středočeského kraje
- Jaroslava Potměšilová (1936–2024) – česká varhanice
- Jaroslava Sedláčková (*1946) – československá sportovní gymnastka
- Jaroslava Severová (*1942) – česká grafička a pedagožka
- Jaroslava Schallerová (*1956) – česká herečka a podnikatelka
- Jaroslava Schejbalová (*1964) – česká politička
- Jaroslava Skleničková (1926–2024) – česká spisovatelka
- Jaroslava Staňková (1937–2010) – česká architektka
- Jaroslava Stránská (*1941) – česká a československá politička
- Jaroslava Šimůnková (*1938) – česká a československá politička
- Jaroslava Šmehlíková (*1950) – česká a československá politička
- Jaroslava Švedovová (*1987) – kazachstánská tenistka
- Jaroslava Tvrzníková (*1940) – česká herečka a režisérka
- Jaroslava Vacková (*1946) – česká a československá politička
- Jaroslava Valentová (*1945) – československá atletka
- Jaroslava Vernerová Pěchočová (*1976) – česká klavíristka
- Jaroslava Vobrubová-Koutecká (1891–1969) – česká překladatelka z francouzštiny, němčiny a nizozemštiny
- Jaroslava Vondráčková (1894–1986) – česká textilní výtvarnice a spisovatelka
- Jaroslava Vráblíková (*1939) – česká ekoložka

## Fiktivní Jaroslavy
- služka Jarka – fiktivní postava ze seriálu První republika
- Jaruš Mrázová – fiktivní postava z filmu Prázdniny pro psa